# Svečanosti slobode
Svečanosti slobode su preteča današnjih „Vidovdanskih svečanosti“ u gradu Kruševcu. Sve je počelo 1965. godine, kada je grupa kruševačkih intelektualaca, na čelu sa akademikom Dobricom Ćosićem, osmislila jedinstven kulturni događaj po uzoru na antičke manifestacije koje su se organizovale u staroj Grčkoj…

## Istorijat
Na Vidovdan 1943. godine na Stratištu, pokraj današnjeg Vaspitno-popravnog doma, u znak odmazde fašisti su streljali 324 rodoljuba. To su bili uglavnom mladi ljudi iz kruševačkog kraja, pokupljeni kao taoci. Taj događaj i značaj Kosovske bitke u našoj tradiciji, bili su povod da se ustanove „Svečanosti slobode“. Smisao manifestacije je da se oda pošta onima koji su ginuli za slobodu, ali ne samo onima koji su stradali u Kruševcu, već svim žrtvama u svetu koje su žrtvovale svoje živote za progres čovečanstva. Tu je nastala simbolika da se pale partizanske i prometejske vatre, odnosno vatre života u kojima su sagoreli oni koJi su ginuli za slobodu.

Pogram manifestacije počinjao je kod Spomenika kosovskim junacima, u strogom centru Kruševca, gde bi najčešće bila svirana kompozicija „Kosovski boj“ Davorina Jenka. Onda bi se formirala svečana povorka koja bi u miru hodala tri kilometra do Slobodišta, gde bi se obavilo paljenje prometejskih vatri, izgovorio tekst iz Eshilovog “Prometeja” i tako počele „Svečanosti Slobode“.
Spomenik na Slobodištu je građen sa sledećim natpisom: “Pod ovim nebom, čoveče, uspravi se. Hleb i sloboda isto su nama“. Osnovni elementi spomenika su: humke, „kapija smrti“, „dolina pošte“ sa 12 kamenih ptica i „dolina živih“, amfiteatar sa pozornicom i gledalištem. Suštinski element i povod Kompleksa predstavlja „Stratište“.
„Svečanosti slobode“ su imale široki značaj jer se nije proslavljao samo Vidovdan već SLOBODA kao najveća tekovina ljudskoga roda. U tom smislu, svake godine bi bila oformljena posebna komisija za osmišljavanje programa. Tekstovi koji su birani da budu deo programa na Slobodištu, morali su da budu opšte-rodojubivi tekstovi humanitarne sadržine koji afirmišu ideju slobode. To su u početku uglavnom bili tekstovi antičke literature, i  nigde u Jugoslaviji nije odigrano toliko antičkih drama kao što Je to bilo na Slobodištu. Nešto kasnije dominirale su Šekspirove drame, a potom i dela drugih autora koja afirmišu tu veliku ideju slobode.Poseban značaj manifestaciji davale su pozorišne predstave veoma afirmisanih kuća iz bivše Jugoslavije, poput Narodnog pozorišta, JDP-a, BDP-a, Hrvatskog narodnog kazališta i Gavele iz Zagreba, Osiječkog i Splitskog kazališta, Novosadskog pozorišta, Horskog ansambla Ljubljane i mnogi drugih.
U sklopu „Svečanosti slobode“ na Slobodištu su obeležena i dva velika jubileja –  šest vekova pada Kruševca, kada je Jovan Bata Putnik priredio „Jastru“ (u kojoj je bilo angažovano preko 300 učesnika) i šest vekova Kosovskog boja, kada je izvedena predstava "Lazar veliki knez“ po tekstu Zvonimira Kostića.

U stvaranju manifestacije je bio angažovan ogroman broj ljudi. Pored Dobrice Ćosića i Bogdana Bogdanovića (autora spomenika), veliki doprinos manifestaciji dali su Dobri Dimitrijević, Dragomir Lazić Đurica, Antonije Marinković, Nebojša Bradić i veliki broj intetektualaca koji su sa velikim oduševljenjem volonterski radili da se to izvede. U vreme održavanja Svečanosti slobode grad je ostajao prazan, a narod se selio na Slobodište.
Ono što publika nije mogla da vidi u Beogradu i Novom Sadu, imala je priliku da vidi u Kruševcu, na „Svečanostima slobode„. Osnovni cilj manifestacije bio je da se afirmiše ideja onih koji su poginuli za slobodu. Osim toga, trudili smo se da pro- gram bude u cilju nacionalnog pomirenja, jer dok se mrtvi ne pomire nema nam napretka.